# カヤーニ
カヤーニ(フィンランド語: Kajaani [ˈkɑjɑːni], スウェーデン語: Kajana)は、フィンランド・カイヌー県の地方自治体である。カヤーニ郡に属する。
カイヌー県の県庁所在地である。カヤーニの北西側にはオウル湖があり、オウル川を経由してボスニア湾へ注いでいる。カヤーニではスウェーデン語話者数はかなり少なく、市内人口の0.1%に過ぎない。

## 歴史

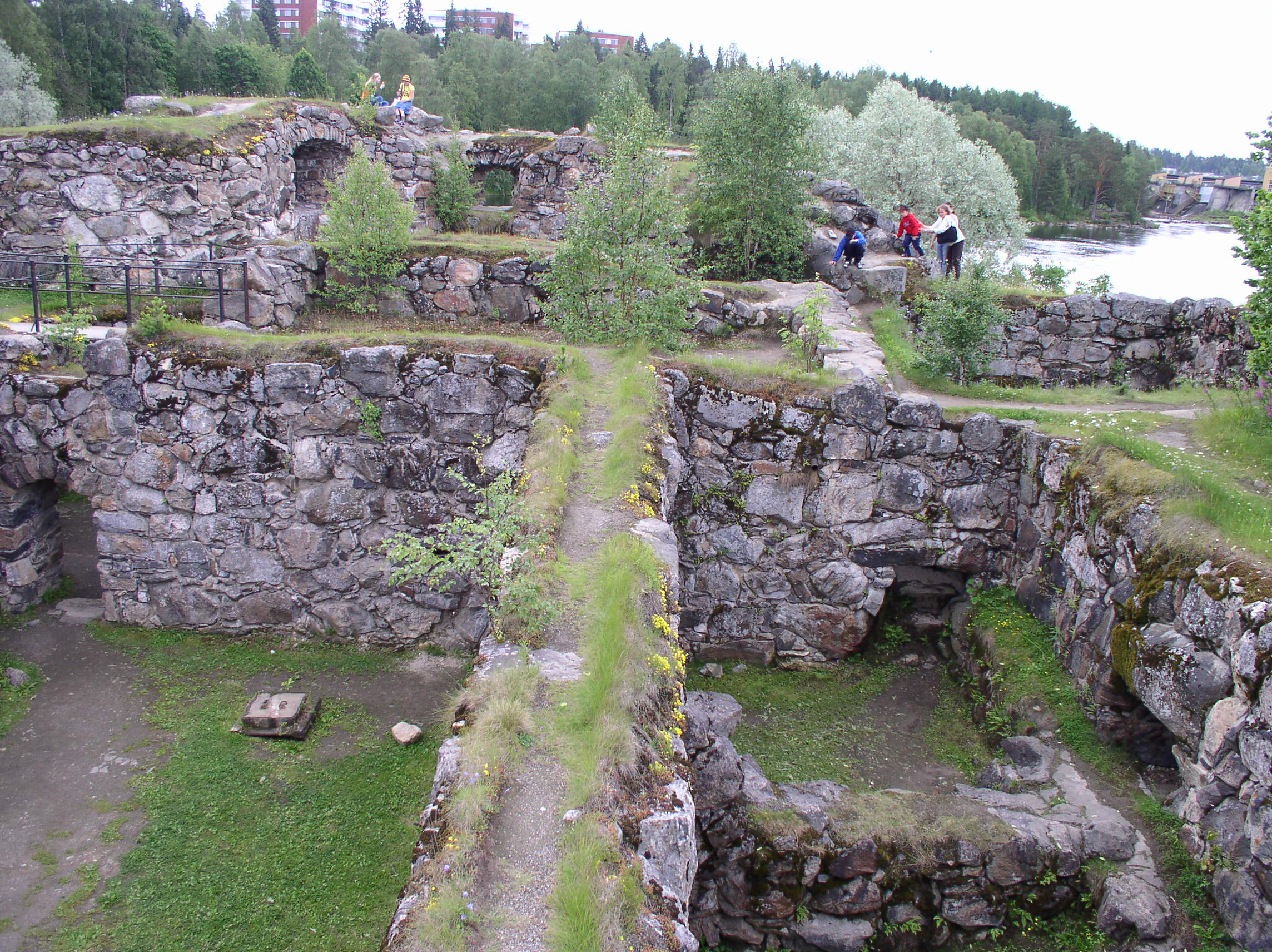
カヤーニ城跡

カヤーニは1651年にフィンランド総督ブラーヘによって設立された。その頃のカイヌー県は松に由来するタールの主要な産地であった。生産されたタールはオウル川を経由して、オウルへと運ばれ、そこからヨーロッパ大陸へと輸出された。タールは船体の腐食防止などの用途で使用された。
歴史的な史跡のひとつ、カヤーニ城跡はカヤーニの中心部にある。カヤーニ城は1604年に竣工し、1666年に完成した。城は行政の中心、刑務所、軍事基地および市民の為の避難所として利用されたが、大北方戦争下でロシア軍に降伏を余儀なくされ、1716年3月に城は爆破された。現在、城跡は公園として開放されている。石垣は迷路のようにいり組んでいて、子供達の遊び場となっている。
20世紀初頭、カヤーニを経由しヘルシンキとサンクトペテルブルクを結ぶ鉄道が完成するとカヤーニの工業化が急速に進み、著しい発展を遂げた。発展は第二次世界大戦直後に最盛期を迎えた。1977年、カヤーニ周辺の自治体と合併し、カヤーニ市となったが、人口は1990年代中頃から減少に転じている。2007年にはヴオリヨキとの合併が行われた。

## 交通
- カヤーニ空港 - ヘルシンキへ夏2便、冬3便運行
- VR - ヘルシンキ方面、オウル・ロヴァニエミ方面へそれぞれ1日6-7便運行
- 高速道路 - 5号線、6号線

## 文化
1993年にカヤーニ美術館が開館し、フィンランドの現代美術のコレクションを充実させている。
1969年に設立されたカヤーニ町劇場は、フィンランドでも名高い劇場のひとつである。2003年にはその年を代表する劇場に選ばれた。カヤーニ町劇場は近隣の市町村や南フィンランドでも出張公演を行っている。
カヤーニで有名なイベントとしては、Kajaanin Runoviikko（カヤーニ詩週間）やKainuun JazzKevät（カイヌー・ジャズ・スプリング）がある。

## 経済
カヤーニで重要な産業は製材業、および製紙業である。フィンランドの製紙会社UPMのカヤーニ製紙工場は、1919年に稼働して以来、重要な役割を占めてきた。しかし、コストと収益性の問題により、2008年末に製紙工場が閉鎖されることが決定した。UPMのカヤーニ製材工場は引き続き稼働を継続する。フィンランドで最大のカイヌー旅団が所属する軍事基地があり、毎年約600人の民間人と4000人の兵卒を雇用している。
カヤーニ応用科学大学が立地する。
鉄道車両メーカーであるトランステック・オイの工場がカヤーニ南西の郊外にあり、VRの客車の大半がここで造られている。

## 姉妹都市
- - エステルスンド（スウェーデン）
- - ロストフ・ナ・ドヌ（ロシア）
- - シュヴァルム＝エーダー郡（ドイツ）
- - ニーレジハーザ（ハンガリー）
- - マーケット（アメリカ合衆国）
- - 九江市（中華人民共和国）

### 地図
- カヤ―ニの地図
- 1902年当時の地図

### 文化
- Kajaanin Kaupunginteatteri – カヤーニ町劇場
- Kajaanin Runoviikko – カヤーニ詩週間
- Kainuun JazzKevät – カイヌー・ジャズ・スプリング